# Bii
Bii(1989년 7월 7일~)는 대만가수이자 싱어송라이터다. 아버지는 대만 국적의 한국화교 출신이며 어머니는 대한민국 사람이다.
대한민국에서 태어난 대만계 화교 혼혈인이며 아버지는 대만 국적의 한국화교 출신이며 어머니는 대한민국 국적자이다. 대만 현지에서는 필서진(중국어 정체자: 畢書盡, 간체자: 毕书尽, 병음: Bì Shūjìn 비수진[*])이라는 본명과 함께 쓰며 예명인 Bii는 'Be + i + i(두 개의 나)'를 의미한다.

## 음반 활동

### 개인 음반
- Bii (EP, 표준 중국어/한국어)(2010년) - 데뷔 음반
- Bii Story (Album, 표준 중국어/한국어)(2010년) - 싱글 수록곡 포함
- Come Back To Bii (Album, 표준 중국어/한국어)(2013년)
- Action Bii (Album, 표준 중국어/한국어)(2014년)
- Love More (EP, 표준 중국어/한국어)(2015년)
- I'M Bii TO THE DOUBLE i (Album, 표준 중국어/한국어)(2016년)
- Bii Your Light (Album, 표준 중국어)(2017년)

### 컴필레이션 음반
- 勢在必行(세제필행) (Single, 표준 중국어) (2011년)
- 勢在必行2(세재필행2) (Ep, 영어/표준 중국어) (2014년)
- 勢在必行3(세재필행3) (Album, 표준 중국어/한국어) (2015년) - 싱글 Love More의 수록곡 및 신곡 포함

### 음반 미수록 곡
- 나와 같기를(對望 한국어 버전) (대만 드라마 放羊的星星 OST) (2007년)
- Adventure(한국어) (휴대폰 게임 砍殺吧! 傭兵 주제곡) (2015년)
- 極光(극광) (중국 드라마 解憂公主 주제곡) (2016년)
- Frontier(한국어) (휴대폰 게임 仙界毀滅計劃 주제곡) (2016년) - Adventure과 제목만 다른, 같은 노래다.
- 好想要(호상요) (대만 드라마 盲約 주제곡) (2017년)
- Missing Xmas (2017년) - 디지털 싱글
- 聊傷(료상) (대만 드라마 1006的房客 엔딩곡) (2018년) - 디지털 싱글
- 從來不知道(종래부지도/Never Know) (대만 영화 有一種喜歡 엔딩곡) (2018년) - 디지털 싱글

## 연기 활동

### 드라마
- 鍾無艷(종무염) (2010년) - 단역
- 真愛黑白配(진애흑백배) (2013년) - Peter 역(특별출연)
- 聽見幸福(청견행복) (2015년) - 古龍(고룡) 역(특별출연)
- 愛上哥們(애상가문/Bromance) (2015년) - 衛青陽(위청양) 역(조연)

### 영화
- 有一種喜歡(유일종희환/사랑의 종류/About Youth) (2018년) - 崔秀男(최수남) 역(주연)

## 공연 활동
- YOU TO Bii (2013년 8월 3일)
- Bii My Love (in Malaysia) (2015년 3월 21일)
- Catch Your Double Eye (in Taipei) (2016년 7월 16일) -> 국립대만대학 체육관에서 공연
- I'm Bii to the double i in Beijing (2016년 9월 4일) -> 미니 콘서트
- Catch Your Double Eye (in Hong Kong) (2016년 11월 23일)
- Bii With You Live in Singapore (2017년 6월 17일) -> 미니 콘서트
- My Best Moment (in Taipei) (2017년 12월 9일) -> 타이베이 아레나(小巨蛋)에서 공연, 티켓 예매 당일 3분만의 매진으로 화제였다.
- My Best Moment (in Kaohsiung) (2018년 8월 4일) -> 가오슝 아레나(巨蛋)에서 공연
- My Best Moment (in Hongkong) (2018년 10월 10일) -> 홍콩 香港旺角麥花臣場館에서 공연

My Best Moment (in Malaysia) (2018년 11월 10일) -> 쿠알라룸푸르 MEGA STAR ARENA에서 공연

## 같이 보기
- 이토 유나
- 강남
- 크리스탈 케이
- 위란